# Isole Vergini Britanniche ai XXII Giochi olimpici invernali
Le Isole Vergini Britanniche hanno partecipato ai XXII Giochi olimpici invernali, che si sono svolti dal 7 al 23 febbraio 2014 a Soči in Russia, con una delegazione composta da un atleta.

## Freestyle
| Gara              | Atleta      | Qualificazioni | Qualificazioni | Qualificazioni | Qualificazioni | Finale          | Finale          | Finale          | Finale          |
| Gara              | Atleta      | Manche 1       | Manche 2       | Migliore       | Posizione      | Manche 1        | Manche 2        | Migliore        | Posizione       |
| ----------------- | ----------- | -------------- | -------------- | -------------- | -------------- | --------------- | --------------- | --------------- | --------------- |
| Halfpipe maschile | Peter Crook | 24.20          | 25.20          | 25.20          | 27             | non qualificato | non qualificato | non qualificato | non qualificato |